# Епархия Палангкараи
Епархия Палангкараи (лат. Diœcesis Palangkaraiensis) — епархия Римско-Католической церкви с центром в городе Палангкарая, Индонезия. Епархия Палангкараи входит в митрополию Самаринды. Кафедральным собором епархии Палангкараи является церковь Пресвятой Девы Марии.

## История
5 апреля 1993 года Римский папа Иоанн Павел II издал буллу Venerabiles Fratres, которой учредил епархию Палангкараи, выделив её из епархии Банджармасина. В этот же день епархия Палангкараи вошла в митрополию Понтианака.
14 января 2003 года епархия Палангкараи вошла в митрополию Самаринды.

## Ординарии епархии
- епископ Юлиус Алоизий Хусин MSF[1](5.04.1993 — 13.10.1994);
  - вакансия (1994—2001);
- епископ Алоизий Марьяди Сутриснаатмака (23.01.2001 — по настоящее время).

## Источник
- Annuario Pontificio, Libreria Editrice Vaticana, Città del Vaticano, 2003, ISBN 88-209-7422-3
- Булла Venerabiles Fratres  (лат.)